# Cytranaksantyna
Cytranaksantyna (E161i) – organiczny związek chemiczny z grupy ksantofili, naturalny barwnik spożywczy otrzymywany z różnych gatunków suszonych roślin. Jego dopuszczalne dzienne spożycie wynosi 0,4 mg/kg masy ciała.